# Carson (Wisconsin)
Carson è un comune degli Stati Uniti, situato in Wisconsin, nella Contea di Portage.